# Peperomia pampalcana
Peperomia pampalcana är en pepparväxtart som beskrevs av William Trelease. Peperomia pampalcana ingår i släktet peperomior, och familjen pepparväxter. Inga underarter finns listade i Catalogue of Life.